# Tamopsis tropica
Tamopsis tropica là một loài nhện trong họ Hersiliidae. T. tropica được miêu tả năm 1987 bởi Martin Baehr & Barbara Baehr.